# Kapuziner
Kapuziner är en bergstopp i Österrike.   Den ligger i distriktet Spittal an der Drau och förbundslandet Kärnten, i den centrala delen av landet, 300 km väster om huvudstaden Wien. Toppen på Kapuziner är 2 825 meter över havet, eller 13 meter över den omgivande terrängen. Bredden vid basen är 0,09 km.
Terrängen runt Kapuziner är bergig. Runt Kapuziner är det ganska glesbefolkat, med 29 invånare per kvadratkilometer.. Närmaste större samhälle är Kaprun, 19,1 km norr om Kapuziner. 
Trakten runt Kapuziner består i huvudsak av gräsmarker.